# Irving Tennis Classic 2014
El Irving Tennis Classic 2014 fue un torneo de tenis profesional jugado en canchas duras. Se disputó la tercera edición del torneo que formó parte del circuito ATP Challenger Tour 2014. Se llevó a cabo en Irving (Texas), Estados Unidos entre el 10 y el 16 de marzo de 2014.

## Jugadores participantes del cuadro de individuales
| Favorito | País                        | Jugador             | Rank1 | Posición en el torneo |
| -------- | --------------------------- | ------------------- | ----- | --------------------- |
| 1        | Bandera de Canadá           | Vasek Pospisil      | 27    | Primera ronda         |
| 2        | Bandera de Argentina        | Federico Delbonis   | 44    | Segunda ronda         |
| 3        | Bandera de República Checa  | Lukáš Rosol         | 47    | CAMPEÓN               |
| 4        | Bandera de los Países Bajos | Igor Sijsling       | 55    | Segunda ronda         |
| 5        | Bandera de Uzbekistán       | Denis Istomin       | 57    | Segunda ronda         |
| 6        | Bandera de Rusia            | Teimuraz Gabashvili | 60    | Segunda ronda         |
| 7        | Bandera de Kazajistán       | Andrey Golubev      | 70    | Primera ronda         |
| 8        | Bandera de la India         | Somdev Devvarman    | 78    | Primera ronda         |

| Posición en el torneo   |
| ----------------------- |
| Primera y segunda ronda |
| Cuartos de final        |
| Semifinales             |
| FINAL                   |
| CAMPEÓN                 |

- 1 Se ha tomado en cuenta el ranking del día 3 de marzo de 2014.

### Otros participantes
Los siguientes jugadores recibieron una invitación (wild card), por lo tanto ingresan directamente al cuadro principal (WC):
- Jean Andersen
- Rajeev Ram
- Bobby Reynolds
- Mischa Zverev

Los siguientes jugadores ingresan al cuadro principal tras disputar el cuadro clasificatorio (Q):
- Alex Kuznetsov
- Illya Marchenko
- Rhyne Williams
- Jimmy Wang

## Jugadores participantes en el cuadro de dobles

### Cabezas de serie
| Favorito | País                      | Jugador           | País                      | Jugador        | Rank1 | Posición en el torneo |
| -------- | ------------------------- | ----------------- | ------------------------- | -------------- | ----- | --------------------- |
| 1        | Bandera de México         | Santiago González | Bandera de Estados Unidos | Scott Lipsky   | 69    | CAMPEONES             |
| 2        | Bandera de Estados Unidos | Nicholas Monroe   | Bandera de Alemania       | Simon Stadler  | 115   | Primera ronda         |
| 3        | Bandera de Austria        | Oliver Marach     | Bandera de Canadá         | Vasek Pospisil | 125   | Primera ronda         |
| 4        | Bandera del Reino Unido   | Ken Skupski       | Bandera del Reino Unido   | Neal Skupski   | 138   | Cuartos de final      |

- 1 Se ha tomado en cuenta el ranking del día 3 de marzo de 2014.

## Campeones

### Individual Masculino
- Lukáš Rosol derrotó en la final a  Steve Johnson, 6–0, 6–3.[1]

### Dobles Masculino
- Santiago González /  Scott Lipsky derrotaron en la final a  John-Patrick Smith /  Michael Venus, 4–6, 7–6(9–7), [10–7]